# Fusillade du Parlement arménien de 1999
La fusillade du Parlement arménien de 1999 est une attaque perpétrée contre l'Assemblée nationale de la république d'Arménie le 27 octobre 1999 dans le bâtiment de celle-ci, à Erevan, à 17 heures 15 par un groupe d'hommes armés, tuant le Premier ministre d'Arménie Vazgen Sargsian, et sept autres personnalités politiques dont le président de l'Assemblée Karen Demirtchian.

## Victimes
- Vazgen Sargsian, Premier ministre

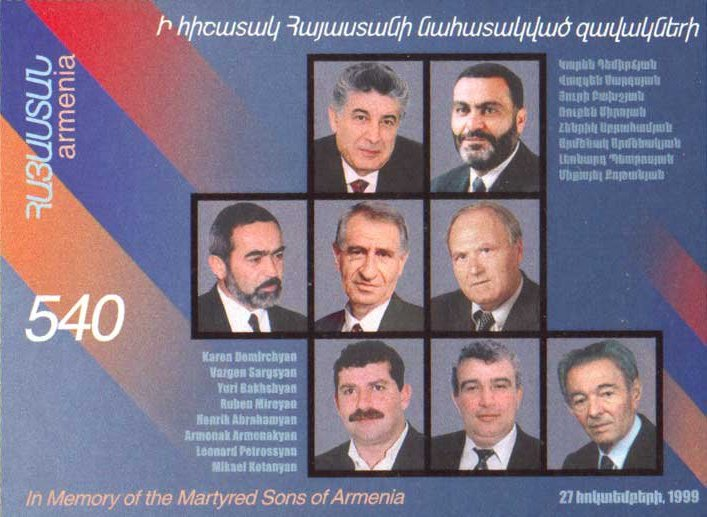
Émission d'un timbre commémoratif, Poste arménienne (2000).

- Karen Demirtchian, président de l'Assemblée nationale
- Yuri Bakhshyan (en)
- Ruben Miroyan
- Leonard Petrosian, vice-Premier ministre, ancien président de la république d'Artsakh
- Henrik Abrahamyan
- Armenak Armenakyan
- Mikayel Kotanyan

## Analyse
Selon les services secrets arméniens, Vazgen Sargsian et Karen Demirtchian, considérés comme les garants de l'alliance entre l'Arménie et la Russie, ont pu être victimes d'une volonté turque de briser cette dernière. Le chef du commando, Nairi Hunanyan (en), aurait eu des liens avec Ankara et travaillé pour deux journaux turcs[réf. à confirmer]. La Russie nie en être l'instigatrice après que l'ancien agent du FSB Alexandre Litvinenko a accusé l'armée russe d'avoir organisé l'attentat. Nairi Hunanyan, quant à lui, affirme avoir agi seul.
En 2003, Nairi Hunanyan, son frère Karen, leur oncle Vram Galstyan, Derenik Ejanyan et Eduard Grigoryan sont condamnés à la réclusion criminelle à perpétuité.